# The Backrooms
The Backrooms es tracta d'una llegenda urbana i creepypasta que conta la història d'un laberint interminable d'oficines generades aleatòriament i proceduralment. Encara que els usuaris de Google han ampliat aquest concepte creant diferents «nivells» i «entitats» de The Backrooms, la versió original va provenir d'un comentari de 4chan de dos paràgrafs en una publicació que demanava «imatges inquietants», on un usuari anònim va inventar una història basada en una de les fotos. The Backrooms portaria comparacions amb altres tendències i obres de terror, inclosa la fotografia d'espais liminals, les col·laboracions de la Fundació SCP i la sèrie d'àlbums de sis hores de durada Everywhere at the End of Time.
Des de la seva creació original, les Backrooms s'ha expandit a altres mitjans i cultura d'Internet, inclosos els videojocs i vídeos de YouTube.

## Origen i descripció

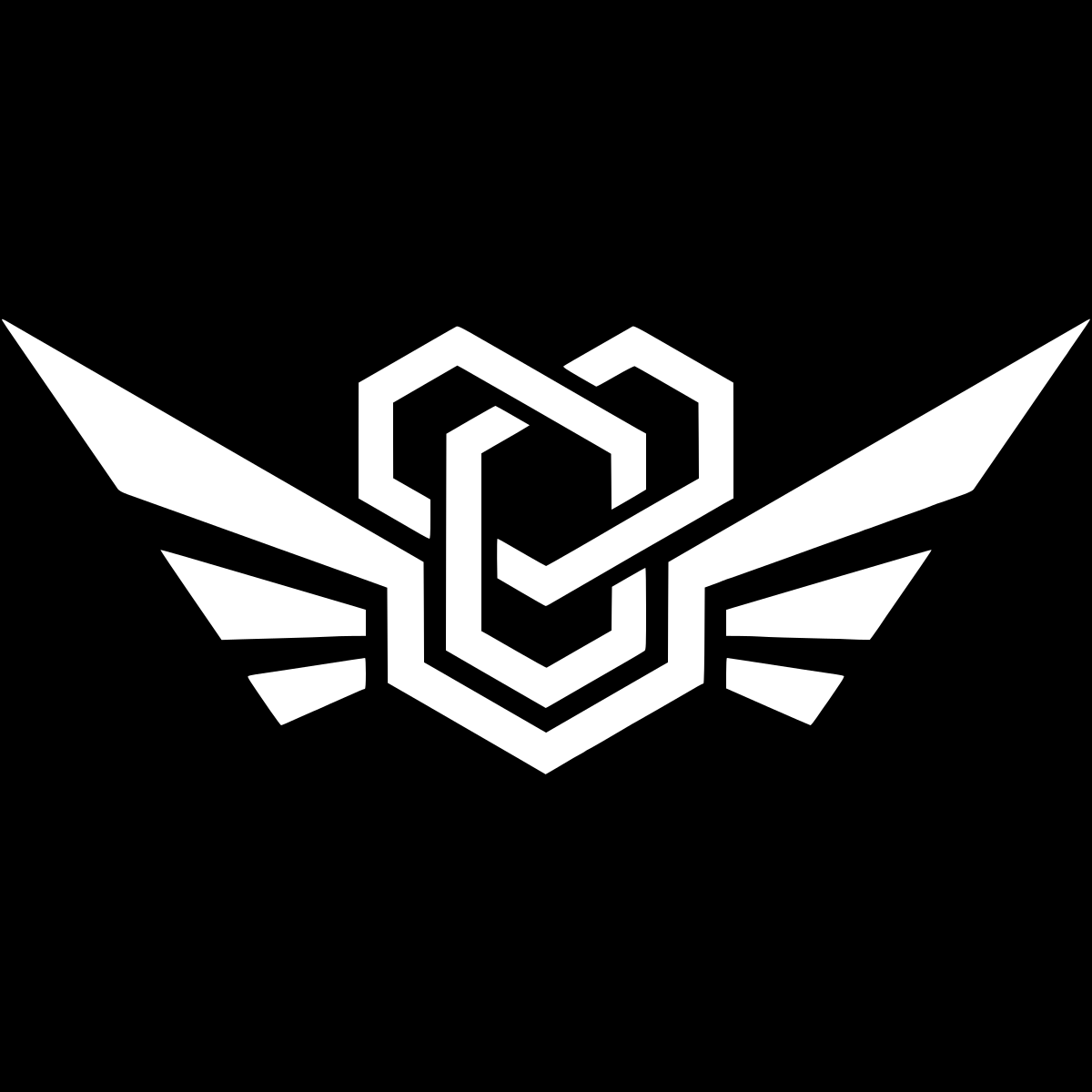
Logotip oficial de Backrooms.

The Backrooms s'originaria d'un fil publicat el 12 de maig de 2019 en el tauló /x/ de 4chan, on un usuari anònim doxxeaba a la gent i demanava a uns altres que «comparteixin imatges inquietants que simplement se sentin “malament”». Allí, la primera foto referent a The Backrooms seria publicada, presentant una imatge lleugerament inclinada d'uns passadissos de color groc. Llavors, un altre usuari anònim comentaria a la foto la primera història sobre The Backrooms, descrivint que un entra a ells quan fas «noclip» [travesses] fos de la realitat en els llocs incorrectes. Les falles en la realitat són com les que fan que es dupliquin o teletransporten coses sense cap raó, sent igual el pes, l'altura, o la grandària».
Després que la publicació de 4chan guanyés fama, diversos usuaris d'Internet van escriure històries de terror relacionades amb The Backrooms. A més, es van crear i van compartir molts memes en les xarxes socials, popularitzant encara més el creepypasta. Alguns també han declarat que havien vist aquesta imatge en algun lloc abans; en opinió de Manning Patston de Happy Mag, aquests comentaris van "ser existencials, buits i terroritzats". Patston també va comentar sobre l'ús del terme "noclip", interpretant-lo com a "falles en les quals es derroquen els murs de la realitat", com l'existència de doppelgängers.
Es desconeix la ubicació de la foto original de The Backrooms; encara que s'han proposat diverses ubicacions, també és possible que la imatge sigui una composició generada per procediments digitals. El creepypasta també s'ha associat amb el concepte de kenopsia, encunyat per primera vegada en The Dictionary of Obscure Sorrows: "l'atmosfera esborronadora i desolada d'un lloc que sol estar ple de gent però que ara està abandonat i tranquil".

## Nivells
El concepte original de The Backrooms ha estat ampliat pels usuaris de l'internet, que han creat diferents "nivells" del lloc. Encara que es troben milers de nivells dins de Wikis de The Backrooms, que presenten diferents aparences i "tipus de seguretat", es presentaran quatre categories de nivells diferents,:

### Nivells Normals
Estàn dividits en diferents clústers i n'hi ha més de mil nivells en total, tot i que nou són els principals:
- Nivell 0: el nivell que es mostra a la foto original de The Backrooms, que presenta totes les característiques més conegudes d'aquest creepypasta: catifa mohosa, parets grogues monocromàtiques i llums fluorescents zumbantes. Una de les entitats creades pels usuaris per a aquest nivell són els "sabuesos", descrits com a éssers humanoides desfigurats i maníacs. Una altra característica d'aquest nivell és que pot portar a un a tornar a la Terra, ser transportat al començament del nivell o a una nova dimensió amb altres éssers hostils.

- Nivell 1: un nivell aconseguit quan un tria no ingressar a una zona i, en canvi, deambula pel Nivell 0 durant dies. És més fosc que el Nivell 0 i presenta una arquitectura més industrial, amb sons mecànics que s'escolten per tot el lloc. El nivell sembla ser un magatzem fosc i lúgubre amb boira baixa i tolls d'aigua al voltant. A diferència del Nivell 0, les llums fluorescents comencen a parpellejar amb més freqüència i, a vegades, s'apaguen per complet: "Aquí és quan surten els éssers".

- Nivell 2: El tercer nivell de The Backrooms, segons la teoria dels tres nivells. És un dels nivells més foscos, que conté una arquitectura més industrial. Aquest nivell apareix com a llargs túnels de servei amb canonades que recobreixen les parets. Es descriu com aconseguit quan un simplement deambula pel Nivell 1 durant un període prou llarg i presenta una temperatura molt més alta que altres nivells. Els "supervivents" de les rebotigues afirmen que l'única manera d'escapar del nivell és mantenir la calma, afirmant que "només quan les rebotigues s'hagin convertit en la teva llar podràs marxar-te".

- Nivell 3: Aquest nivell és molt semblant al nivell 0. També conté llargs passadissos sinuosos, però el diferencia la presència d'objectes en algunes habitacions. A més, l'estructura recorda més a una presó, ja que conté àrees amb grans gàbies amb barres de ferro oxidat, aquestes zones són les que més sensació de desconfort transmeten. N'hi ha una gran quantitat d'entities de diferents tipus i és quasi impossible explorar el nivell sense trobar-nos amb una a cada habitació. N'hi ha diverses bases formades pels supervivents que poden ajudar als Wanderers, però la gran majoria són una amenaça més gran que les entities.
- Nivell 4: Es pot accedir a aquest nivell de moltes maneres diferents. Una ruta són els ascensors del nivell 3 o algun passadís del nivell 2. Aquest espai és molt semblant al d'un edifici d'oficines, tot de passadissos i sales amb ordinadors i cubicles. No obstant no té ni planta superior ni inferior, el viatge que es fa és rectilini. És un dels nivells principals més freds, arriba a fer-ne 5 °C. Gran part de les bases d'aquest nivell són inofensives i obertes a ajudar al Wanderer.
- Nivell 5: Aquest nivell s'anomena "Hotel del terror" i recorda molt a l'espai on s'ambienta la pel·lícula The Shining de Stanley Kubrick. Té tres sales principals: el saló de ball, que és immens i gairebé no té mobles; la sala principal, molt decorada i que sembla amagar rostres de persones al fons del qual arriba la vista del Wanderer; i la sala de calderes, un dels espais més claustrofòbics on es concentra la calor i la humitat. L'Hotel del terror és un nivell perillós amb moltes entitats com els Sabuesos, ja mencionats anteriorment. A més, n'hi ha rumors que hi ha una bèstia sense identificar, la "Bèstia del nivell 5".
- Nivell 6: El distingeix la seva foscor absoluta, que impossibilita la descripció de l'espai. És un dels nivells més aterridors precisament per això, no es pot veure absolutament res. L'únic que s'ha pogut documentar és la distribució aleatòria de les parets, que semblen ser metàl·liques, i el degoteig constant de les canonades que envolten aquestes.
- Nivell 7: L'accés a aquest nivell és mitjançant les escales situades al final del nivell anterior. Una peculiaritat del nivell 7 és que està dividit en plantes: la Zona Diürna, la Zona Crepuscular, la Zona de Mitjanit i l'Abisme. Cada planta es troba sota l'anterior i cadascuna és més freda. Totes les plantes tenen una quantitat d'aigua que omple l'espai, a mesura que es baixa, l'aigua puja. El nom del nivell és "Talassofòbia", por al mar.
- Nivell 8:L'últim dels nivells principals i un dels més perillosos de tot el sistema de Backrooms. Es tracta d'un espai format per cavernes i rutes de coves. El Wanderer no només pot quedar-se atrapat sinó que ha de fugir de les entitats, les quals han infestat l'espai del nivell 8 gairebé completament. Cap de les bases de supervivents és segura, per tant, també s'ha de fugir d'aquests. La manera de fugir d'aquí és caient pel sòl de manera aleatòria.

### Nivells negatius
Es divideixen igual que els nivells normals, però es diferencien amb un signe negatiu. Es troben per sota del nivell 0 i són espais molt freds amb una il·luminació encara més inquietant. Aparentment, n'hi ha milers de nivells negatius, des del -0 fins al -∞.

### Subnivells
Els subnivells es divideixen en dos: subnivells com a tal, que es troben dins d'algún nivell gran, i les habitacions, que són massa petites per ser considerades nivells tot i que presentin particularitats pròpies. Es distingeixen amb un punt al seu nom, com ara el Nivell 4.4, el nivell 0.1 o el nivell 2.3, per exemple.

### Nivells Enigmàtics
Aquests nivells no segueixen les normes de la resta de Backrooms i per aquesta raó tampoc es categoritzen amb un número. No són necessàriament més perillosos, però sí més difícils d'entendre. La manera de distinció és segons la seva característica més notòria, tres d'aquests són els més coneguts:
- The End: Nivell trampa que fa creure a l'usuari que ha escapat dels Backrooms. Es tracta d'una biblioteca infinita que conté perills més versemblants a la realitat. Un home pot apropar-se al Wanderer i dir-li que l'ajudarà a sortir fora, ningú que ha seguit a l'individu ha aconseguit sortir amb vida. Si el Wanderer veu un ordinador, ha d'escriure un codi per poder sortir d'aquest nivell i acabar en un de més segur, si no es fa, és molt probable que mori o que acabi en una realitat paral·lela, pensant que ha tornat al món real, però tancat permanentment a The End.
- Nivell Mort: Contrari al seu nom, és un dels espais més estables. Se situa en un conveni de veïns que sembla de la dècada dels vuitanta. És un dels pocs nivells a l'aire lliure, fet que aporta certa tranquil·litat al Wanderer. Tot i això, hi ha una gran presència d'entitats.
- Nivell !: Passadís infinit amb llum LED vermella, només se sap una cosa: el Wanderer ha de córrer per salvar-se. Si s'atura, mor.

## Recepció

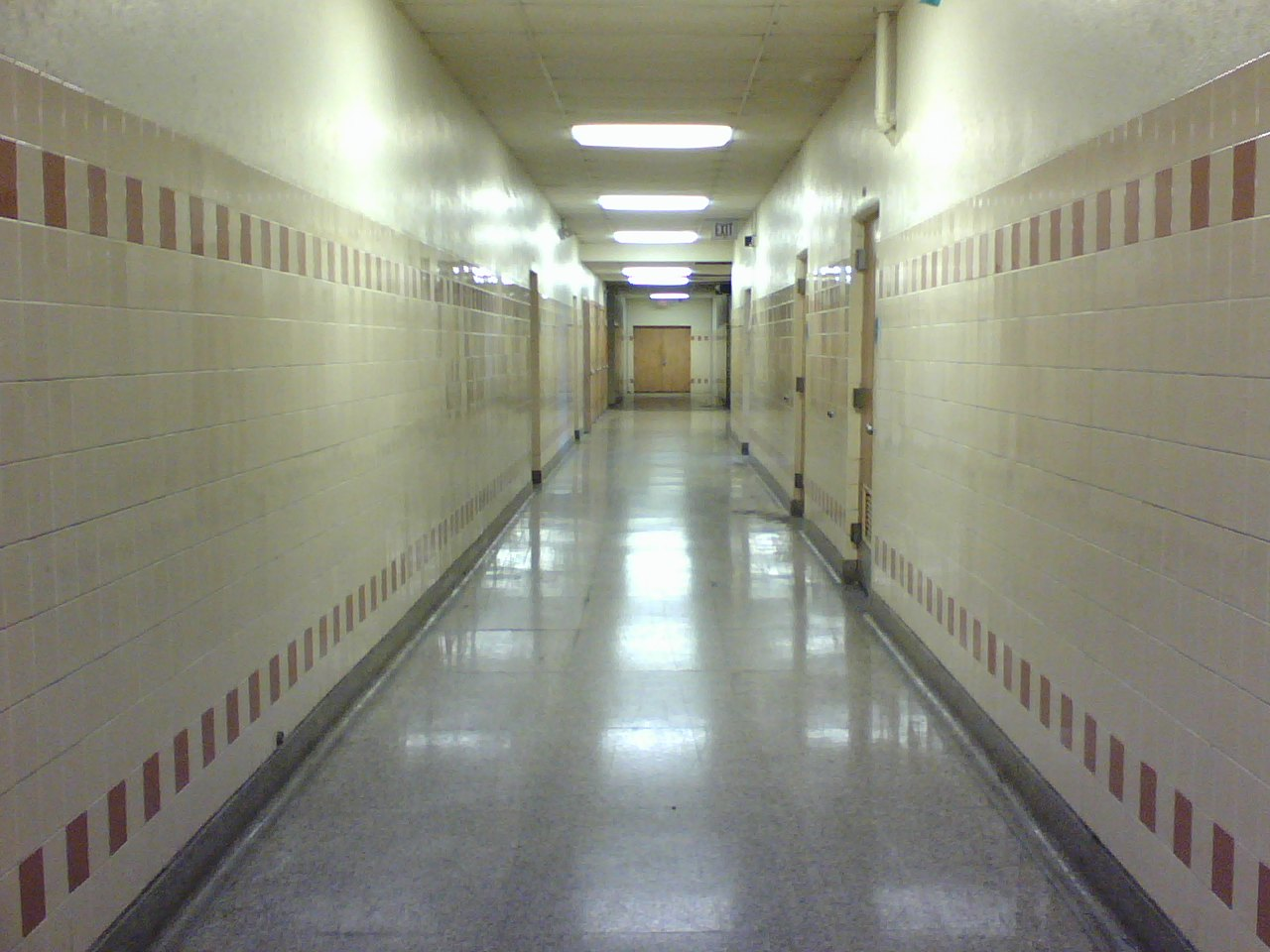
Inspirar la tendència d'Internet dels espais liminals: "imatges d'espais esgarrifoses i deshabitats", com aquest passadís buit d'una escola secundària.

The Backrooms ràpidament es va fer popular entre els escriptors i els usuaris d'Internet, la majoria dels quals van comentar sobre la seva estranyesa. El creepypasta també ha estat citat com l'origen i l'exemple més conegut de la tendència d'Internet dels espais liminals, que són fotos que evoquen "una sensació de nostàlgia, pèrdua i incertesa";l'etiqueta '#liminalspaces' ha acumulat gairebé 100 milions de visites en la xarxa social TikTok. Quan una dona anomenada Claire Scheulin va trobar un centre comercial abandonat sota el seu Airbnb, els comentaristes d'Internet van comparar les seves fotos del lloc amb la imatge original de The Backrooms.

## Impacte i popularitat

### Pel·lícula

Logotip A-Sync, l'empresa que va crear els Backrooms

Al gener de 2022, un curtmetratge de terror titulat The Backrooms (Found Footage) es va pujar al canal de YouTube del llavors director Kane Parsons, de 16 anys (Kane Píxels en YouTube). Es presenta com un enregistrament de 1996 d'un jove camerògraf que ingressa accidentalment al lloc, fugint d'entitats i entrant a altres nivells. La pel·lícula empra metratge d'acció en viu i representacions 3D de Blender, així com altres tècniques per a crear efectes com el moviment de càmera estable i un filtre VHS. Categoritzat per alguns com a "horror analògic", el curt va rebre elogis.
Alguns es van sorprendre pel que va fer Parsons amb el que tenia: Jai Alexis del lloc web PopHorror es va sorprendre per l'edat del director, mentre que The Awesomer va assenyalar que The Backrooms "mostra com crear tensió sense un pressupost". Rob Beschizza ' Boing Boing va plantejar la hipòtesi que el creepypasta finalment "acabés en una pel·lícula de Hollywood enginyosa però depriment de 2 hores", comparant aquesta predicció amb el creepypasta de Slender Man i la seva adaptació cinematogràfica de 2018. En descriure un meme de The Backrooms, Tanner Fox de GameRant va cridar al curt "un rellotge paralitzant que conté bastant terror en el seu curt temps d'execució".
Parsons també va pujar altres nou vídeos relacionats amb The Backrooms en ordre no cronològic al 26 : La tercera prova, Primer contacte, Persones desaparegudes, Vídeo informatiu, Informe d'autòpsia, Moviment detectat Prototip, paranys, reporti i el més nou: presentació. Aquests vídeos giren entorn de la fictícia Fundació Async, que intenta arribar a The Backrooms per a resoldre "totes les necessitats residencials i d'emmagatzematge actuals i futures", amb un vídeo informatiu que es refereix a la ubicació com a Projecte KV31. També hi ha dos vídeos de The Backrooms no llistats pujats per Kane, un dels quals fa referència al terratrèmol de Lloma Atapeïda de 1989.
The Backrooms va ser una influència per a la sèrie Severance, de AppleTV+.

### Videojocs
El 12 de febrer de 2022, un usuari de Reddit va mostrar un mapa de Minecraft basat en el concepte de The Backrooms. A partir del 26, el mod encara estava en desenvolupament, i Thomas McNulty de Screen Rant va afirmar que les "entitats" també estarien presents en el mapa.
The Backrooms també ha sigut la base d'un joc de terror del mateix nom, llançat el 2019 per l'estudi de jocs independent Pie on a Plate Productions. Va ser elogiat per la seva forma de terror, amb l'escriptor de Bloody Disgusting Michael L. Sandal comparant-lo amb les obres de l'escriptora Charlotte Perkins Gilman. L'autor Sigma Klim de Guru Gamer va sentir que el joc és una cosa única enmig del que va anomenar "clixé i motius usats en excés" de la majoria del contingut de terror.
Altres jocs llançats basats en The Backrooms inclouen The Backrooms Simulator i Enter the Backrooms, llançats en 2019 i 2021, respectivament.